# PLATEAU
PLATEAU (プラトー）は、国土交通省が主導する日本全国の3D都市モデルの設備・オープンデータ化プロジェクトである。データ形式はCityGMLを基本とし、他にも様々なデータ形式に変換したものを配布している。
PLATEAUが提供する3D都市モデルの著作権は国土交通省都市局に帰属する。政府標準利用規約、CC BY4.0、ODC BY、ODbLとして提供され、商用利用を含み無料で自由に利用できる。

## 概要
都市の情報は、分割していて得ることができる情報に限界があったが、PLATEAUができたことによってバーチャルな都市空間に情報を重ねて、そこを、皆が使えるようにすることで問題解決に近づいた。PLATEAUによってできた3D都市モデルは、来るべきソサエティー5.0の基盤になるといわれている。ソサエティー5.0とは、サイバー空間とフィジカル空間を高度に融合させたシステムにより、経済発展と社会的課題の解決を両立する、人間を中心とする社会を指している。食料を増進することや、ロスを削減することが目標。社会に多大なる影響を与えるだろう、都市活動モニタリング、防災、まちづくりなどに役立つ。名称はフランスの哲学者ジル・ドゥルーズと精神分析家フェリックス・ガタリの共著による評論集『千のプラトー』に由来する。

## 活用事例
- 防災: 洪水や津波の浸水シミュレーション、避難経路の検討など。
- まちづくり: 都市計画の可視化、景観シミュレーション、日照阻害の分析など。
- 交通: 自動運転車の走行シミュレーション、人流解析による交通計画の最適化など。
- エネルギー: 建物への太陽光パネル設置ポテンシャルの分析など。

## 国際展開と連携
PLATEAUのデータ仕様は、国際的な標準化団体であるOGCが策定した国際標準規格「CityGML」に準拠している。これにより、国際的な相互運用性が確保されている。国土交通省は、東南アジア諸国など海外の都市においても3D都市モデルの整備を支援しており、日本の技術と知見を活かした国際貢献を進めている。また、PLATEAUの構築・普及活動を通じて「PLATEAUエコシステム」の形成を目指しており、ハッカソンの開催や人材育成、スタートアップ支援なども積極的に行われている。

## PLATEAU VIEWER
PLATEAU VIEWERとは、PLATEAUのデータをプレビューできるブラウザベースのwebアプリケーションである。PLATEAU VIEWERで建物内で歩行空間が認識できるレベル（LOD4モデル、Interior Mode）が実装されているエリアは以下の通り。
- 羽田エリア
- 東京ポートシティ竹芝
- クイーンズスクエア横浜
- 虎ノ門ヒルズ

上記のLOD4について、CityGML 2.0からCityGML 3.0への改定にて屋外・外部だけではなく屋内・内部に適用することとなり、LCD4の数値は廃止されたため注意が必要である。LOD の見直しについては、PLAREAU Libraries Technical Reportsの『CityGML3.0 技術仕様調査レポート (2022年度)』に記載されている。

## 沿革
- 2020年12月25日 - PLATEAU VIEWの簡単な操作方法とデータ表示の仕方を紹介した動画を公開。
- 2021年1月29日 - PLATEAU VIEWをv0.2にアップデート。PLATEAU VIEWに羽田エリアのLOD4モデルを追加。
- 2021年2月19日 - PLATEAU VIEWに東京ポートシティ竹芝のLOD4モデルを追加。
- 2021年2月26日 - PLATEAU VIEWにクイーンズスクエア横浜のLOD4モデルを追加。
- 2021年3月19日 - PLATEAU VIEWをv0.3にアップデート。PLATEAU VIEWに虎ノ門ヒルズのLOD4モデルを追加。
- 2021年3月26日 - PLATEAU VIEWv1.0公開。
- 2021年5月7日 - PLATEAU VIEWに損保ジャパン本社ビルのBIMモデル等のユースケースを追加。
- 2023年2月28日 - UnityとUnreal Engineで使用可能なツールキット「PLATEAU SDK for Unity」を無料配信[5]。

## イベント

### 東京23区から新しい世界を創るアイデアソン
- 開催日：2021年1月16日
- オンライン開催
  - グランプリ「ヘキメン -建物壁面の市場創出プラットホーム-」（しゃきるとん★せな）
  - 準グランプリ「TOKYO SURVIVAL」
  - 審査員特別賞「Energize the New World」

### 東京23区から新しい世界を創るハッカソン
- 開催日：2021年2月13日
- オンライン開催
  - グランプリ（影の功労者）[6]
  - 準グランプリ「TOKYO SURVIVAL」（TOKYO SURVIVAL）
  - 審査員奨励賞（GOLGOs）
  - オーディエンス賞（チームRTG）

### PLATEAU Business Challenge 2021
- 開催日：2021年6月26日・27日
- 開催場所：CIC東京
  - グランプリ「車窓からAR」（車窓からAR）
  - 準グランプリ「ビル風発電ステーション」（ムササビ）
  - 審査員特別賞「リアル店舗連動型インフルエンサーARライブ コマース」（ナイスガイズ）

### PLATEAU Hack Challenge 2021
- 開催日：2021年7月17日・18日
- オンライン開催
  - グランプリ「わりと本気でゴジラ対策してみる」（巨災対）
  - 準グランプリ「ARライブ配信」（ナイスガイズ）
  - 奨励賞「TreeD Map～桜と紅葉のデジタルツイン化～」（ベベル）
  - 審査員特別賞 演技賞「NIGERUN～次世代型防災無線デバイス～」（RED HIROSHIMA）